# Georg Unland

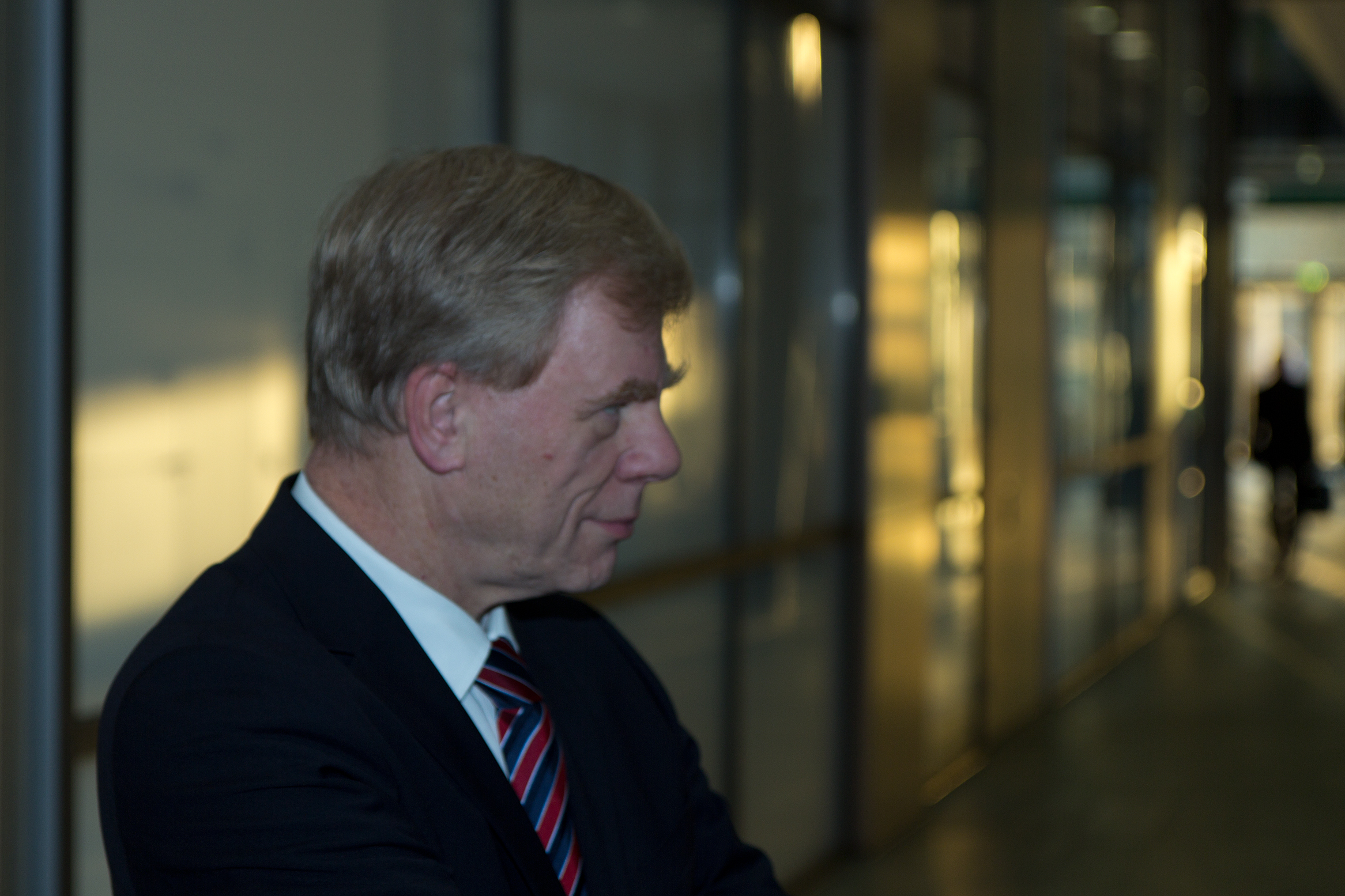
Georg Unland, 2013

Georg Johannes Unland (* 14. November 1953 in Bocholt) ist ein deutscher Politiker der CDU. Der zuvor in Wirtschaft und Wissenschaft tätige Maschinenbauer war von 2008 bis 2017 Finanzminister des Freistaats Sachsen.

## Leben
Georg Unland wurde als eines von sechs Kindern des ab 1959 mit der Ärztin Hildegard Unland, geborene Pirlet, verheirateten Diplom-Volkswirts und späteren CDU-Politikers Hermann Josef Unland geboren. Nach dem Besuch des Main-Taunus-Gymnasiums in Hofheim studierte er ab 1972 an der TH Darmstadt Maschinenbau und wurde 1980 mit dem Thema Entwicklung eines Ultraschallzerstäubungsgerätes mit Hilfe der Konstruktionssystematik promoviert. Anschließend nahm er eine Tätigkeit bei der Wella AG in Darmstadt auf und wechselte daraufhin zu dem Anlagenbauer Krupp Polysius AG in Neubeckum. Von 1990 bis 1993 war er im Auftrag von Krupp Polysius als Vizepräsident eines Tochterunternehmens in Atlanta, USA, tätig.
1993 wurde er an der TU Freiberg zum Professor und Leiter des Institutes für Aufbereitungsmaschinen an die Fakultät für Maschinenbau, Verfahrens- und Energietechnik berufen. Im Februar 2000 wurde er dort zum Rektor gewählt. Von 2003 bis 2007 war er zudem Vorsitzender der sächsischen Landeshochschulkonferenz. Nach seiner Ernennung zum Minister kündigte Unland seinen Rücktritt als Rektor an und beauftragte den Prorektor für Bildung, Michael Schlömann, mit seiner vorübergehenden Stellvertretung.
Zum 1. April 2018 kehrte er als Professor an die TU Freiberg zurück. Im Oktober 2022 wurde dem inzwischen Emeritierten die Ehrensenatorwürde der TU Freiberg verliehen.
Unland ist verheiratet und hat vier Kinder.

## Politik
Im Juni 2008 wurde Unland als parteiloses Mitglied in das Kabinett Tillich I berufen. Er trat die Nachfolge des zum Ministerpräsidenten gewählten Finanzministers Stanislaw Tillich an. Auch den Kabinetten Tillich II und III gehörte er in derselben Funktion an. Seit dem 1. Oktober 2009 bis zu seinem Ausscheiden aus der Staatsregierung 2017 war er einer der Vertreter Sachsens im Bundesrat.
Im Januar 2010 trat er der CDU bei.
Nach dem Rücktritt von Stanislaw Tillich im Oktober 2017, kündigte er seinen Rückzug aus der Landespolitik an.
Unland war der einzige Minister, der während Tillichs kompletter Amtszeit als Ministerpräsident dem Kabinett angehörte.